# Frédéric Masson

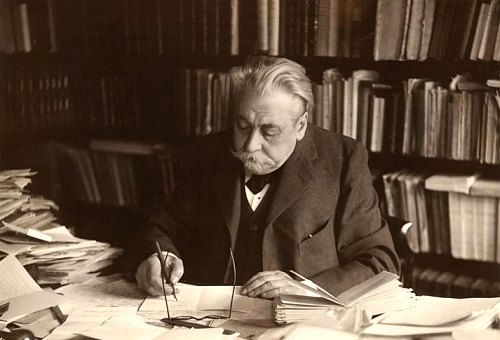
Frédéric Masson

Frédéric Masson (* 8. März 1847 in Paris; † 19. Februar 1923 ebenda) war ein französischer Historiker und Mitglied der Académie française.

## Leben
Frédéric Masson entstammte einer großbürgerlichen Pariser Juristenfamilie. Er besuchte das Lycée Louis-le-Grand. 1866 trat er als Archivar ins Außenministerium ein. Als er 1880 den Eid auf die Republik verweigerte und seinen Dienst quittieren musste, wandte er sich durch Vermittlung seines Schwagers (seit 1874) der Familie Bonaparte zu, namentlich dem Prinz Napoléon, dessen Sekretär er wurde, und nutzte den Zugang zu den Familiendokumenten für eine historische Aufarbeitung von Napoleons Privatleben in zahlreichen Bänden. Von 1886 bis 1889 gab er zusammen mit Anatole France die Zeitschrift Les Lettres et les arts. Revue illustrée heraus. 1903 wurde er in die Académie française (Sitz Nr. 17) gewählt, die ihn 1919 zu ihrem Ständigen Sekretär (Secrétaire perpétuel) erkor.

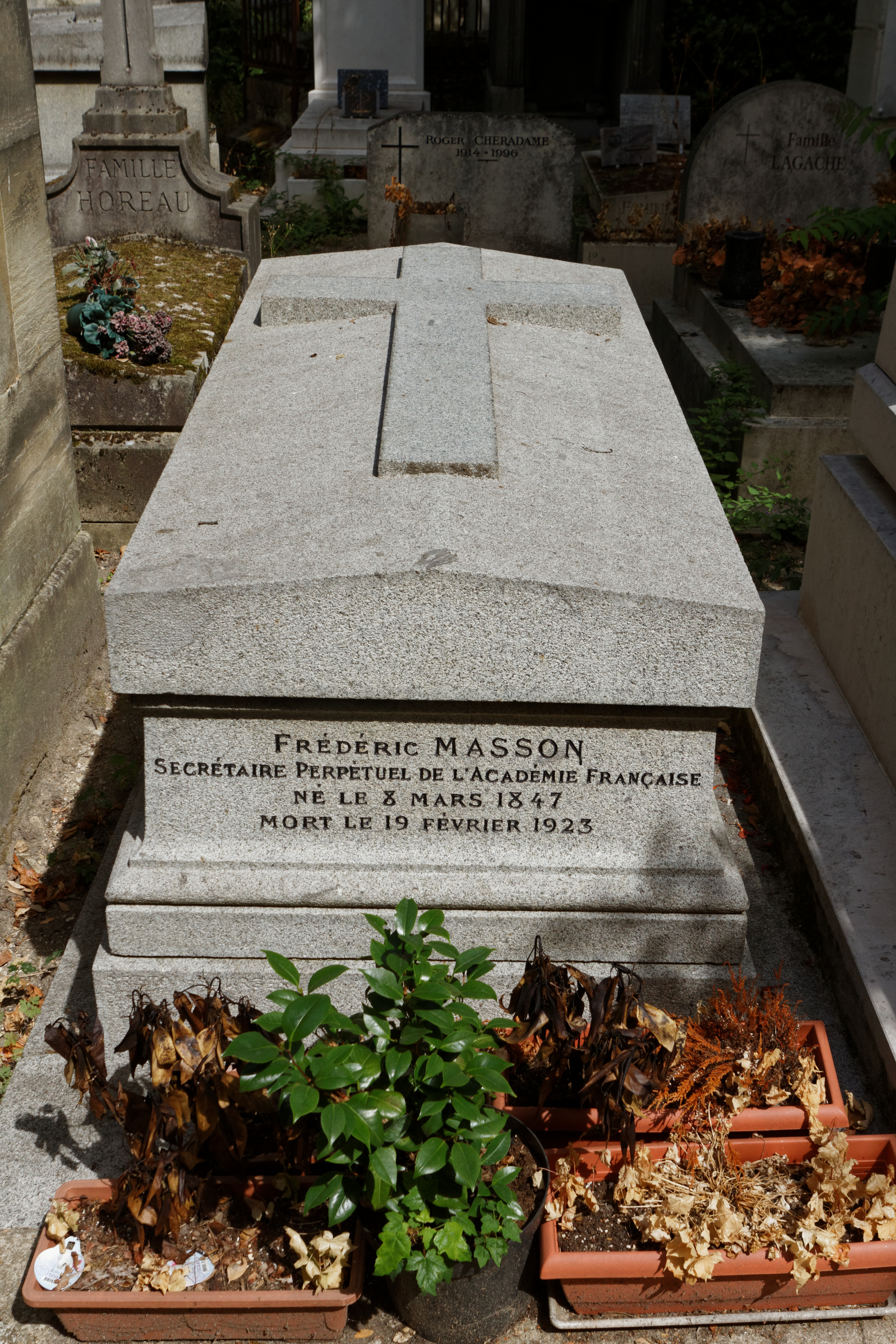
Grabstätte auf dem Pariser Friedhof Père-Lachaise

Masson, der nur den Winter in Paris verbrachte, lebte und arbeitete die meiste Zeit in Asnières-sur-Oise, das er 1886–1908 als Bürgermeister verwaltete und wo er das Haus Manoir Le Clos des Fées (42 bis, Grande Rue) besaß. Er starb 1923 im Alter von 75 Jahren und wurde auf dem Friedhof Père-Lachaise beigesetzt. In Asnières-sur-Oise ist eine Straße nach ihm benannt. Seit 1995 gibt es in Paris den Verein der Freunde von Frédéric Masson (Association des Amis de Frédéric Masson). Sekretär des Vereins und Herausgeber des Vereinsblattes ist der Verleger Bernard Giovanangeli, der vor allem napoleonbezogene Werke publizieren möchte.

## Werke

### Napoleon und sein privates Umfeld
- Napoléon et les femmes. I. L’amour. Paris 1893.
  - (deutsch) Napoleon I. und die Frauen. 1899, 1999.
- Napoléon chez lui. La journée de l’empereur aux Tuileries. Dentu, Paris 1894.
  - (deutsch) Napoleon I. zu Hause. Der Tageslauf in den inneren Gemächern der Tuilerien. Schmidt und Günther, Leipzig 1904.
- Les cavaliers de Napoléon. Boussod et Valadon, Paris 1895.
- (Hrsg. mit Guido Biagi) Napoléon inconnu. Papiers inédits (1786–1793). Ollendorff, Paris 1895.
- Marie Walewska. Les maîtresses de Napoléon. Guillaume, Paris 1897.
- Napoléon et sa famille. 13 Bde. Ollendorf, Paris 1897–1919 (I. 1769–1802. II. 1802–1805. III. 1805–1807. IV. 1807–1809. V. 1809–1810. VI. 1810–1811. VII. 1811–1813. VIII. 1812–1813. IX. 1813–1814. X. 1814–1815. XI. 1815. XII–XIII. 1816–1821)
- Joséphine de Beauharnais (1763–1796). Ollendorff, Paris 1898.
- Joséphine, impératrice et reine. Ollendorff, Paris 1899.
- Madame Bonaparte (1796–1804). Ollendorff, Paris 1900. 1920.
- Joséphine répudiée (1809–1814). Ollendorff, Paris 1901.
  - (deutsch) Die verstoßene Josephine, Gemahlin Napoleon I. (1809–1814). 1902, 1999.
- L’impératrice Marie-Louise. Ollendorff, Paris 1902.
- Napoléon et son fils. Ollendorff, Paris 1904.
- Napoléon dans sa jeunesse (1769–1793). Ollendorff, Paris 1907.
- Le sacre et le couronnement de Napoléon. Ollendorff, Paris 1908.
- Autour de Sainte-Hélène. 3 Bde. Ollendorff, Paris 1909–1912.
- Sur Napoléon. Huit conférences, 1908–1909. Ollendorff, Paris 1909.
- Napoléon à Sainte-Hélène 1815–1822. Ollendorff, Paris 1912.
- Pour l’Empereur. Pages d’histoire nationale, 1796–1821. 2 Bde. Ollendorff, Paris 1914–1917.
- Quatre conférences sur Joséphine. Delpeuch, Paris 1924.
- Napoléon et l’amour. Flammarion, Paris 1933.
- La journée de l’impératrice Joséphine. Flammarion, Paris 1933.
- Bonaparte et les femmes. Flammarion, Paris 1933.
- La journée de Napoléon. Flammarion, Paris 1934.
- La société sous le consulat. Flammarion, Paris 1937.
- Napoléon chez lui. Fayard, Paris 1951.

### Weitere Werke
- Les guerres civiles en France pendant la Révolution. La révolte de Toulon en prairial an III. Paris 1875.
- Le département des Affaires étrangères pendant la Révolution (1789–1804). Plon, Paris 1877.
- (Hrsg.) Mémoires et lettres de François-Joachim de Pierre, cardinal de Bernis (1715–1758). 2 Bde. Plon, Paris 1878.
- Les diplomates de la Révolution. Hugon de Basville à Rome, Bernadotte à Vienne. Charavay 1882.
- Le marquis de Grignan, petit-fils de Madame de Sévigné. Plon, Paris 1882.
- Le cardinal de Bernis, depuis son ministère, 1758–1794. La suppression des jésuites. Le schisme constitutionnel. Plon, Paris 1884.
- (Hrsg.) Journal inédit de Jean-Baptiste Colbert, Marquis de Torcy, ministre et secrétaire d’État des Affaires étrangères, pendant les années 1709, 1710 et 1711. Plon, Paris 1884.
- (Hrsg.) Aventures de guerre, 1792–1809. Souvenirs et récits de soldats. Boussod et Valadon, Paris 1894.
- Jadis. 2 Bde. Ollendorff, Paris 1905–1906.
- Jadis et aujourd’hui. 2 Bde. Ollendorff, Paris 1908–1909.
- L’affaire Maubreuil. Ollendorff, Paris 1907.
- Petites histoires. 2 Bde. Ollendorff, Paris 1910–1912.
- Au jour le jour. Ollendorff, Paris 1911.
- L’Académie française 1629–1793. Ollendorff, Paris 1913.
- À l’arrière, août 1914–août 1915.  Ollendorff, Paris 1916. (Artikelsammlung)
- Guerre de religions. Bloud et Gay, Paris 1917. (Artikelsammlung)
- La Guerre. Pour les morts. Hôtel Thiers. Institut de France. Juillet 1916–décembre 1918. Bloud et Gay, Paris 1919.
- Revue d’ombres. Ollendorff, Paris 1921.
- La vie et les conspirations du général Malet, 1754–1812. Ollendorff, Paris 1921.